# De dame die het misschien niet was
De dame die het misschien niet was is een hoorspel dat Max Gundermann vrij naar Fjodor Dostojevski maakte. Het werd op 24 mei 1961 onder de titel Die fremde Dame door de RIAS uitgezonden. Gérard van Kalmthout vertaalde het en de KRO zond het uit in het programma Avondtheater op 11 februari 1966 (met een herhaling op 9 mei 1967). De regisseur was Léon Povel. Het hoorspel duurde 38 minuten.

## Rolbezetting
- Jacques Snoek (Iwan Andrejewitsj Schabrin)
- Frans Somers (Stepan)
- Huib Orizand (Bobynizin)
- Tine Medema (de vreemde dame)
- Paul Deen (Novikow)
- Jos van Turenhout (een koetsier)

## Inhoud
De Russische gezantschapsraad Schabrin zit in een uiterst moeilijk parket. Niet alleen moet hij horen dat referendarissen van andere departementen van zijn afwezigheid gebruikmaken om geheime stukken in te zien, maar ook dat zijn vrouw van zijn afwezigheid gebruikmaakt om andere mannen te ontmoeten. Deze twee feiten brengen hem dusdanig in de war dat hij ze moeilijk gescheiden kan houden. Daardoor krijgt zijn referendaris privézaken te horen, waar hij zich niet mee heeft te bemoeien. Schabrin wordt kwaad en dreigt met ontslag als de man hem geen bewijzen verschaft voor die interdepartementale spionage. Zelf zal hij het bewijs voor de ontrouw van zijn  vrouw moeten zien te verkrijgen. Hij geneert er zich grenzeloos voor en pakt het verschrikkelijk stuntelig aan. Daardoor komt hij in conflict met een in zijn ogen minderwaardig individu, dat voor hetzelfde huis de wacht heeft betrokken.